# Édouard Charton
Ne doit pas être confondu avec Édouard Chatton.
Pour les articles homonymes, voir Charton.
Édouard Charton, né à Sens le 11 mai 1807 et mort à Versailles le 27 février 1890, est un journaliste, directeur de publications et homme politique français.

## Biographie
Reçu avocat, Édouard Thomas Charton s’inscrit au barreau de Paris en 1827, mais n’exerce pas la profession pour laquelle il semble avoir eu une véritable aversion et continue à collaborer, comme au temps de ses études, aux bulletins de deux sociétés, la Société pour l’Instruction élémentaire et la Société de la Morale chrétienne.
C’est au sein de ces sociétés philanthropiques qu’il comprend l’importance de l’instruction, découvre les problèmes de société et acquiert des convictions qu’il conservera toute sa vie. En 1829, il rejoint les rangs des saint-simoniens et, après un passage à la rédaction du journal le Globe, devenu, en 1830, le Journal de la doctrine de Saint-Simon, sous la direction de Michel Chevalier, il parcourt la Bretagne et la Vendée pour prêcher les idées saint-simoniennes. Lors du schisme de 1831 qui voit le départ des saint-simoniens républicains, il rompt, comme ses amis Hippolyte Carnot et Jean Reynaud, avec Prosper Enfantin.
Il débute en 1833 avec Le Magasin pittoresque, hebdomadaire illustré lancé par l’imprimeur saint-simonien Lachevardière sur le modèle du Penny Magazine britannique, une fructueuse carrière de directeur de publication. Infatigable directeur de ce premier magazine populaire illustré jusqu’en 1888, il réussit à mobiliser, pour la cause de l’instruction et du « divertissement utile », non seulement ses amis saint-simoniens mais aussi savants et écrivains de renom. Pendant plus de cinquante ans, les articles ne sont pas signés mais on sait par exemple que George Sand y a contribué ou que Camille Flammarion y a fait ses débuts de vulgarisateur en 1864, à l’âge de 22 ans.
Persuadé que l’illustration est indispensable à la compréhension et à l’agrément, il est à l’origine du renouveau de la gravure sur bois en France et a favorisé les débuts de carrière de plusieurs illustrateurs de renom. Édouard Charton est à l’origine en 1843 avec Joanne, Paulin et Dubochet du lancement de l'Illustration, autre hebdomadaire à succès, dont il quitte rapidement la direction.

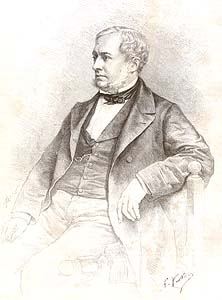

À la chute de Louis Philippe en février 1848, il est appelé au secrétariat général du Ministère de l’Instruction publique par son ami Hippolyte Carnot, ministre du gouvernement provisoire. Député de l’Yonne puis Conseiller d’État, il proteste contre le coup d’État du 2 décembre 1851 avant de se démettre de ses fonctions. Son attitude à l’occasion de ces événements est rapportée par Victor Hugo dans Histoire d’un crime. Sous le Second Empire, Charton se présente sans succès comme candidat de l’opposition républicaine dans sa ville natale, en 1857 et 1863.
Il publie en 1859, avec Henri Bordier, une Histoire de la France illustrée qui est saluée en termes élogieux pour le choix de ses illustrations dans le bulletin de la bibliothèque de l’École des chartes.
Après avoir fait paraître, de 1853 à 1855, les quatre volumes de l’Histoire des voyageurs anciens et modernes, il s'intéresse aux récits des voyageurs contemporains et lance, en 1860, la revue Le Tour du monde, nouveau Journal des voyages qui marque ses débuts chez Hachette et qui paraîtra jusqu'en 1914.
Installé à Versailles en 1863, il y fonde une bibliothèque populaire en 1864, et crée La Bibliothèque des Merveilles, collection de petits ouvrages de vulgarisation. Là aussi, Charton sait convaincre pour s’assurer le concours des meilleurs spécialistes (« hommes spéciaux »).
Il devient membre correspondant de l’Institut de France en 1867.
La chute de l’Empire marque son retour à la politique. Le 6 septembre 1870, il est nommé préfet de Seine-et-Oise par le gouvernement de défense nationale. Élu républicain de l’Yonne en février 1871, il siège à l’Assemblée nationale. À partir de 1876, il représente sans interruption, jusqu’à sa mort en 1890, son département d’origine au Sénat.
Ses interventions dans les assemblées sont toutes marquées du souci de promotion du peuple par l’éducation et l’instruction. Il souligne l’importance de l’enseignement artistique et défend l’idée d’une politique culturelle. Il participe à la création du musée d’ethnographie du Trocadéro, ancêtre du musée de l'Homme. Il est élu en 1876 à l’Académie des sciences morales et politiques à la place laissée vacante par la mort d’Auguste Casimir-Perier.
La ville de Sens a donné, de son vivant en 1888, son nom à la rue où se situe sa maison natale. Versailles a donné son nom à la rue où il a vécu et son buste figure dans le hall de l’hôtel de ville.
Sa fille aînée Julie est l'épouse de l'archéologue Edmond Saglio et la mère du peintre André Saglio. Sa fille cadette, Juliette, mariée à Paul Lafitte, conseiller municipal de Versailles, est la grand-mère de l'archéologue Paul-Marie Duval.
Sa tombe se trouve au cimetière Saint-Louis de Versailles. Le musée de Sens conserve son buste, œuvre du sculpteur Henri Chapu.

## Œuvres
- Lettres sur Paris, en collaboration avec G(uillaume) T(ell) Doin, Paris, Crapelet, 1830.
- Guide pour le choix d’un état ou dictionnaire des professions, Paris, Chamerot, 1842 ; rééd. 1851. Troisième édition publiée avec le concours de MM. Paul Laffitte et Jules Charton, sous le titre : Dictionnaire des professions ou Guide pour le choix d'un état, P., Hachette 1880.
- Doutes d’un pauvre citoyen, 1849.
- Voyageurs anciens et modernes  ou choix des relations de voyages les plus intéressants et les plus instructifs depuis le cinquième siècle avant Jésus-Christ jusqu’au dix-neuvième siècle avec biographies, notes et indications iconographiques., Aux bureaux du Magasin pittoresque, 4 tomes : I - Voyageurs anciens depuis le cinquième siècle avant Jésus-Christ jusqu’à la fin du quatrième siècle de notre ère ; II - Voyageurs du Moyen Âge depuis le sixième siècle de l’ère chrétienne jusqu’au quatorzième ; III - Voyageurs modernes. Quinzième siècle et commencement du seizième ; IV - Voyageurs modernes. Seizième, dix-septième et dix-huitième siècles, 1854-1857 ; rééd. 1860.
- Histoire de France depuis les temps les plus anciens jusqu’à nos jours d’après les documents originaux et les monuments de l’art de chaque époque, en collaboration avec Henri Bordier, 2 tomes, Aux bureaux du Magasin pittoresque, 1859 ; rééditions 1860, 1862, etc.
- Histoires de trois enfants pauvres, racontées par eux-mêmes, Paris, Hachette, 1864.
- Le Tableau de Cébès : souvenirs de mon arrivée à Paris, Paris, Hachette, 1882.
- Les forêts (avec Eugène Lesbazeilles), Paris, Hachette, coll. « La Bibliothèque des merveilles », 1884
- Correspondance générale (1824-1890), éditée et annotée par Marie-Laure Aurenche, bibliothèque des correspondances, mémoires et journaux, Paris, Honoré Champion ; en deux volumes :
  - Vol. I - (1824-1859), BCMJ no 40, 2008,  (ISBN 978-2-7453-1670-7).
  - Vol. II - (1860-1890), BCMJ no 48, 2008,  (ISBN 978-2-7453-1794-0).
- Nombreux articles dans les revues qu'il a fondées et dirigées :
  - Le Magasin pittoresque, créé en 1833.
  - L’Illustration, créé en 1843.
  - Le Tour du monde, créé en 1860.